# Сестричка Вика
Сестри́чка Ви́ка (укр. Сестричка Віка — настоящее имя Виктория Врадий; род. 8 февраля 1961, Львов, УССР) — украинская рок-певица.

## Биография
Виктория Врадий родилась во Львове. На профессиональной сцене выступила ещё школьницей — в 1976 году она была солисткой ВИА «Арника». В её репертуаре были украинские эстрадные песни, две из которых вышли на миньоне фирмы «Мелодия». Позднее, обучаясь в Львовском государственном университете, была солисткой джаз-рок группы Юрия Варума «Лабиринт».
В 1985 году переезжает в город Горький. 
В 1986 году участвовала в записи музыки к фильму «Выше Радуги», записав вместе с Михаилом Боярским песню Юрия Чернавского «Стеклянный мир». Также принимала участие в качестве бэк-вокалистки в записи альбома Михаила Боярского «Лунное кино» (комп. Ю. Чернавский).
В 1989 году работала вместе с «Братьями Гадюкиными». На фестивале «Червона рута» Вика Врадий, известная как «Сестричка Вика», завоевала первое место в категории рок-певцов.
Первый альбом певицы «Мамо, я дурна» был выпущен на компакт-кассете.
Вика закончила Московский институт театра и сцены им. Гнесиных по специальности «Режиссёр эстрады». Снялась в главной роли в фильме В. Денисенко «Мана». 
В январе 1992 года завоёвывает титул «Мисс Рок-Европа». После этого записывает альбом «По цимбалах» и «Львівський стьоб».
В июле 1993 года уезжает в США на ПМЖ, жила в Нью-Йорке. В 2004 году Вика Врадий посетила Украину. В 2006 году вернулась в США. Живёт в Лос-Анджелесе.

## Личная жизнь
- Первый муж Владимир Бебешко (1991—1997)

Была 4 раза замужем

## Дискография
Кассеты
- «Мамо, я дурна»
- «По цимбалах»
- «Львівський стьоб»

CD
- 2000 — «Тинди-ринди Forever»
- 2001 — «Америка, голі баби»